# Metaphycus discolor
Metaphycus discolor is een vliesvleugelig insect uit de familie Encyrtidae. De wetenschappelijke naam is voor het eerst geldig gepubliceerd in 1970 door De Santis.